# Jacques Bondon
Jacques Bondon (* 6. Dezember 1927 in Boulbon; † 2. April 2008 in Coulommiers) war ein französischer Komponist.

## Leben
Geboren in Boulbon im Département Bouches-du-Rhône, kam Jacques Laurent Jules Désiré Bondon im Alter von neunzehn Jahren nach Paris, wo er 1946–1948 an der École „César Franck“ Violine bei André Proffit sowie Harmonielehre und Kontrapunkt bei  Georges Dandelot und Charles Koechlin und 1949–1953 am Konservatorium Komposition bei Darius Milhaud und Jean Rivier studierte. 1962 gründete er das Orchestre de chambre de musique contemporaine (O.C.M.C.), aus dem sechs Jahre später das Ensemble Moderne de Paris (E.M.P.) hervorging. In den 1960er- und 1970er-Jahren bekleidete er verschiedene Funktionen im französischen Musikleben. 1981 wurde er Direktor des conservatoire „Georges Bizet“ im 20. Bezirk von Paris. Bondon starb am 2. April 2008 in Coulommiers im Département Seine-et-Marne.

## Preise und Auszeichnungen (Auswahl)
- 1957: 1. Preis des Concours Nicolas Obouhov für Les Insolites
- 1963: Grand Prix Musical des conseil général de la Seine für sein Gesamtwerk[2]
- 1964: 2. Preis des Concours Prince Regnier III de Monaco für La nuit foudroyée
- 1972: Grand Prix der Französischen Schallplattenakademie
- 1979: Henri-Dauberville-Preis des Institut de France

## Werke (Auswahl)

### Oper
- La nuit foudroyée. Oper in vier Akten, Libretto: Yvon Mauffret (1963)[3]
- Les arbres. Oper in einem Akt, Libretto: Yvon Mauffret (1964)
- Mélusine au rocher. Oper in einem Akt, Libretto: Armand Lanoux (1968)
- Ana et l‘albatros. Oper in vier Akten, Libretto: Yvon Mauffret (1970)
- I-330. Science-fiction-Oper in vier Akten nach dem Roman „Мы“ (Wir) von Jewgeni Samjatin, Libretto: Jean Goury (1975)

### Weitere Vokalwerke
- Chant d’amour et de peine für Gesang und Klavier oder kleines Orchester (1952)
- Le pain de serpent für Gesang und 14 Instrumente (1959)
- La résurrection. Lyrische Sinfonie nach Worten aus der Heiligen Schrift für Soli, Chor und Orchester (1975)
- Les monts de l‘étoile nach Worten von Nicole Ciravegna für Sopran, Streichquartett und Klavier (1978)
- Les monts de l‘étoile nach Worten von Nicole Ciravegna. Fassung für Sopran und Orchester (1979)
- Trois complaintes nach Gedichten von Yvon Mauffret für Sopran und Gitarre (1981)
- Le chemin de croix. Oratorium für Soli, Chor und Orchester (1985)

### Orchester
- Le Taillis ensorcelé für doppeltes Streichorchester, Blechbläser und Schlagzeug (1954)
- La Coupole. Tableaux fantastiques d‘un monde étrange (1954)
- Suite indienne (1958)
- Suite indienne (1958)
- Fleurs de feu (1965)
- Ivanhoé (1968)
- Lumières et formes animées (1977)

### Konzertante Werke
- Konzert für Ondes Martenot und Orchester (1955)
- Concert de printemps für Klavier, Streicher und Schlagzeug (1957)
- Giocoso für Violine und Streichorchester (1960)
- Concerto de Mars für Gitarre und Orchester (1966)
- Concerto de Molines für Violine und Orchester (1968)
- Concerto solaire für sieben Blechbläser und großes Orchester (1977)
- Concerto d‘octobre für Klarinette und Streicher (1978)
- Symphonie concertante für Klavier und Blasinstrumente (1979)
- Concerto pour un ballet für Flöte und Orchester (1982)
- Trois images concertantes für Fagott und Orchester (1982)
- Concerto cantabile für Violoncello und Orchester (1996)
- Concerto vivo für Harfe und Streichorchester (1997, rev. 1998)
- Concerto des offrandes für Klarinette und Orchester (1998)

### Kammerorchester
- Essai pour un paysage lunaire (1951)
- Contes et merveilles (1967)
- Sonate pour un ballet (1969)

### Kammerensemble
- La Maya für dreizehn Schlagzeuger (1967)

### Duos und Kammermusik
- Sonatine d'été für Violine und Klavier (1953)
- Chants de Feu et de Lune für Klavier und Ondes Martenot (1957)
- Kaléïdoscope für Ondes Martenot, Klavier und Schlagzeug (1957)
- 1. Streichquartett (1959)
- Le soleil multicolore für Flöte, Harfe und Viola (1970)
- Swing no 1 für Flöte und Harfe (1973)
- Musique pour un Jazz différent für Schlagzeugquartett (1974)
- Le tombeau de Schubert für Klavier und Streichquartett (1979)
- Swing no 3 für Trompete und Klavier (1979)
- Sonates à six für zwei Flöten, zwei Klarinetten und zwei Altsaxophone (1979)
- Les folklores imaginaires. 2. Suite für Gitarre, Flöte und Violine (1986)
- Primavera für Blechbläsersextett (1995)

### Instrument solo
- Les Insolites für Klavier (1956)
- Trois Nocturnes für Gitarre (1970)
- Swing no 2 für Gitarre (1973)

### Filmmusik
- Visages de bronze. Regie: Bernard de Taisant (1958)
- La verte moisson (Grüne Ernte[4]). Regie: François Villiers (1959)
- Fantasmagorie. Regie: Patrice Molinard (1964)
- Point mort. Regie: Ody Roos (1984)

### Sonstiges
- Suite pour les Xes Jeux. Musik für die Eröffnungszeremonie der Olympischen Winterspiele von Grenoble für Chöre und Orchester (1968)